# Delia Boccardo
Pour les articles homonymes, voir Boccardo (homonymie).

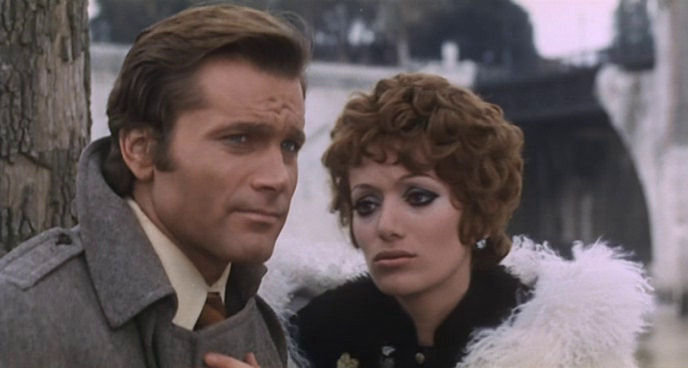
Avec Franco Nero, dans Exécutions (1969)

Delia Boccardo est une actrice italienne, née le 29 janvier 1948 à Gênes (Ligurie).

## Biographie
Née à Gênes, Boccardo passe son enfance et son adolescence dans le quartier de Nervi, puis étudie dans un lycée suisse, à l'école de filles Poggio Imperiale et, pendant environ trois ans, dans une université du Sussex, en Angleterre. En 1965, elle s'installe à Rome où elle suit les cours du Centro sperimentale di cinematografia.
Au cinéma, à ce jour, Delia Boccardo contribue à quarante films, majoritairement italiens ou en coproduction, sortis entre 1967 et 2001,.
Mentionnons le film britannique L'Infaillible Inspecteur Clouseau de Bud Yorkin (1968, avec Alan Arkin et Frank Finlay), le film américain Les Derniers Aventuriers de Lewis Gilbert (1970, avec Charles Aznavour et Alan Badel), le film italien Miracle à l'italienne de Nino Manfredi (1971, avec le réalisateur et Lionel Stander), le film franco-germano-italien Une femme à sa fenêtre de Pierre Granier-Deferre (1976, avec Romy Schneider et Philippe Noiret), le film italo-soviétique Nostalghia d'Andreï Tarkovski (1983, avec Oleg Yankovski et Domiziana Giordano), ou encore le film français Le Retour de Casanova d'Édouard Niermans (1992, avec Alain Delon et Fabrice Luchini).
Depuis le milieu des années 1980, Boccardo a renforcé son engagement sur les planches, collaborant intensivement avec Luca Ronconi.
Pour la télévision, Delia Boccardo apparaît dans quatorze téléfilms diffusés entre 1980 et 2005 et dix-huit séries de 1967 à 2008, dont Opération vol (un épisode, 1969), Billet doux (mini-série, 1984), Le Secret du Sahara (mini-série, 1988) et Les Destins du cœur (10 saisons, 1998-2008), dans lequel elle incarne Tilly Nardi, le personnage le plus ancien du feuilleton populaire : au plus fort de ce succès, affligée par une grave dépression exacerbée par la mort de son père, elle a tenté de se suicider en 2002 en ingérant une grande quantité de médicaments,.

## Filmographie

### Cinéma
- 1967 : La Cible dans l'œil (L'occhio selvaggio) de Paolo Cavara : Barbara Bates
- 1968 : L'Infaillible Inspecteur Clouseau (Inspector Clouseau) de Bud Yorkin : Lisa Morrel
- 1969 : Exécutions (Un detective) de Romolo Guerrieri : Sandy Bronson
- 1970 : Les Cannibales (I cannibali) de Liliana Cavani : Ismene
- 1970 : Les Derniers Aventuriers (The Adventurers) de Lewis Gilbert : Caroline de Coyne
- 1970 : Michel Strogoff (Strogoff ou Der Kurier des Zaren) d'Eriprando Visconti : Sangarre
- 1971 : Miracle à l'italienne (Per grazia ricevuta) de Nino Manfredi : Giovanna Micheli
- 1973 : Le Témoin à abattre (La polizia incrimina la legge assolve) d'Enzo G. Castellari : Mirella
- 1973 : SS Représailles (Rappresaglia) de George Pan Cosmatos : Elena
- 1974 : Salut les pourris (Il poliziotto è marcio) de Fernando Di Leo
- 1975 : La Mazurka du baron (La mazurka del barone, della santa e del fico fiorone) de Pupi Avati : la prostituée rousse / Sainte Girolama
- 1975 : Il caso Raoul de Maurizio Ponzi : Delia
- 1975 : L'Accusé (La polizia accusa : il servizio segreto uccide) de Sergio Martino
- 1976 : Une femme à sa fenêtre de Pierre Granier-Deferre : Dora Cooper
- 1977 : Tentacules (Tentacoli) d'Ovidio G. Assonitis : Vicky Gleason
- 1982 : Aphrodite de Robert Fuest : Barbara
- 1983 : Nostalghia d'Andreï Tarkovski : la femme de Domenico
- 1983 : Hercule (Hercules) de Luigi Cozzi : Athena
- 1985 : The Assisi Underground d'Alexander Ramati : la comtesse Cristina
- 1988 : Sposi de Pupi Avati, Antonio Avati, Cesare Bastelli, Felice Farina et Luciano Manuzzi : Assunta
- 1989 : Cavalli si nasce de Sergio Staino
- 1990 : La Semaine du Sphinx (La settimana della sfinge) de Daniele Luchetti : Sara
- 1992 : Le Retour de Casanova d'Édouard Niermans : Amélie
- 1994 : Dichiarazioni d'amore de Pupi Avati

### Télévision

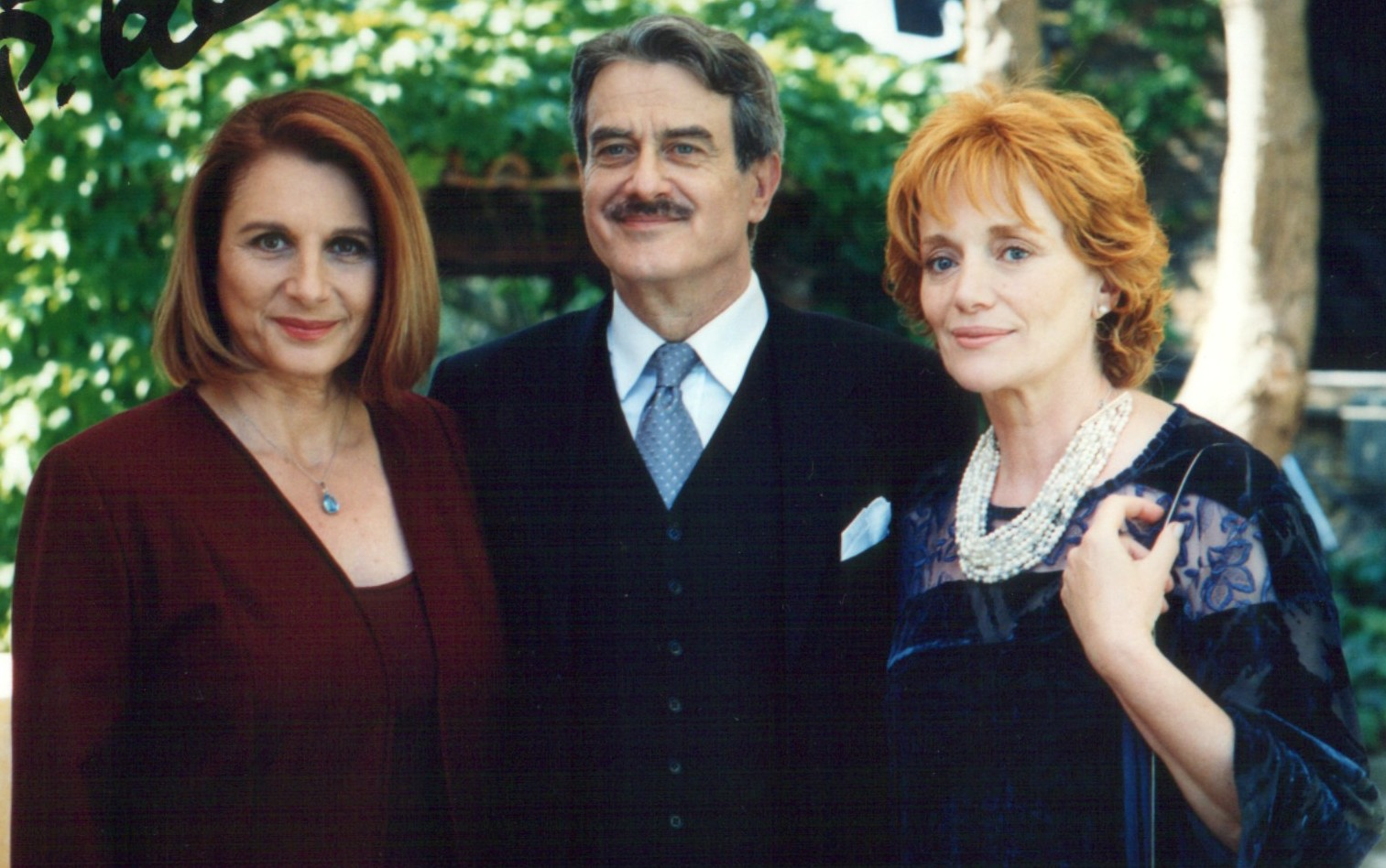
Paola Pitagora, et Delia Boccardo en 2008.

#### Séries télévisées
- 1967 : Les Espions (I Spy), saison 3, épisode 11 Œdipe à Colone (Oedipus at Colonus) de Christian Nyby : Perizadah
- 1969 : Opération vol (It Takes a Thief), saison 3, épisode 1 Saturday Night in Venice de Jack Arnold : Lita
- 1979 : Martin Eden, mini-série de Giacomo Battiato : Ruth Morse
- 1984 : Billet doux, mini-série de Michel Berny : Florence Marlieux
- 1988 : Le Secret du Sahara (Il segretto del Sahara), mini-série d'Alberto Negrin : Yasmine
- 1998-2008 : Les Destins du cœur (Incantesimo), 10 saisons : Tilly Nardi

#### Téléfilms
- 1980 : The Day Christ Died de James Cellan Jones : Marie-Madeleine
- 1986 : Il cugino americano de Giacomo Battiato : Sara Salina
- 1992 : Condamné au silence de Roger Andrieux : Laura